# Фарнезе (Лацио)
Фарнезе (итал. Farnese) — коммуна в Италии, располагается в регионе Лацио, подчиняется административному центру Витербо.
Население составляет 1510 человек (2017), плотность населения составляет 28,84 чел./км². Занимает площадь 52,95 км².
Покровителем коммуны почитается святой Исидор Мадридский. Праздник ежегодно празднуется 10 мая.
В Фарнезе снимался мини-сериал «Приключения Пиноккио» (Le avventure di Pinocchio, 1972, реж. Луиджи Коменчини).

## Население
| 2001 | 2012 | 2013 | 2014 | 2015 | 2016 | 2017 |
| ---- | ---- | ---- | ---- | ---- | ---- | ---- |
| 1729 | 1627 | 1602 | 1562 | 1559 | 1527 | 1510 |